# Молотков, Глеб Владимирович
Глеб Влади́мирович Молотко́в (р. 20 ноября 1981) — российский кудоист. Чемпион России (2004).

## Биография
Глеб Молотков родился 20 ноября 1981 года.
В 1999 году окончил обнинскую частную школу-пансион «Дубравушка».
В 2005 году окончил Обнинский филиал Государственного университета управления.
Чемпион России по кудо 2004 года, победитель и призёр нескольких международных турниров и соревнований. Тренер — Юрий Фрай.
Самовыдвигался на выборах в Обнинское городское Собрание шестого созыва (2010—2015); выборы проиграл.